# 苏炳添

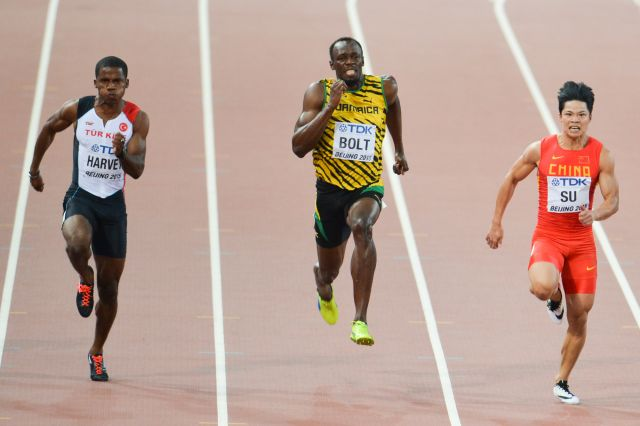
2015年世界田徑錦標賽男子100公尺半決賽，內道起依序是苏炳添、Usain Bolt、Jacques Harvey

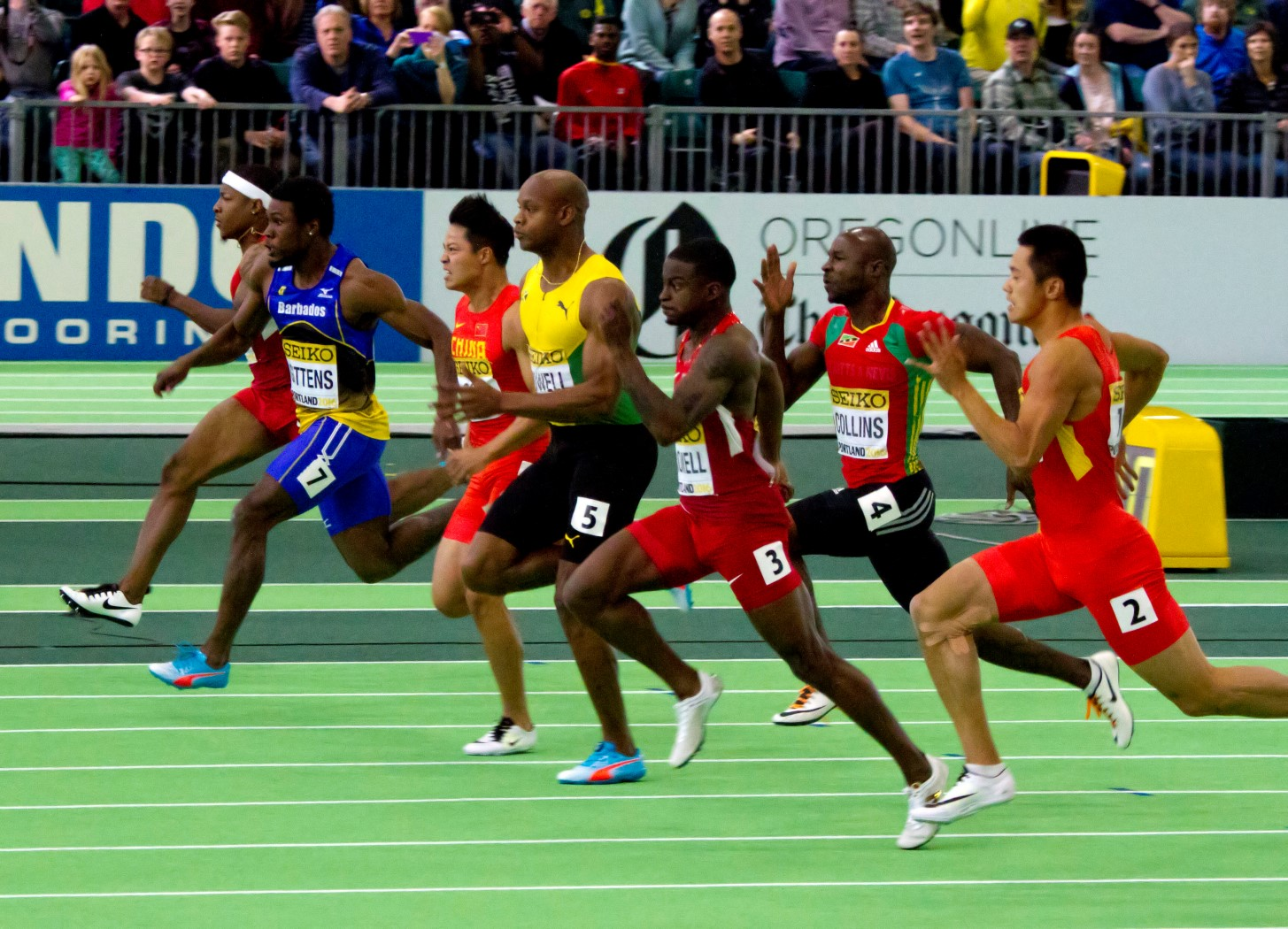
2016年世界室內田徑錦標賽60公尺決賽，內道起依序是謝震業、Trayvon Bromell、Kim Collins、Asafa Powell、苏炳添、拉蒙·吉滕斯、Mike Rodgers

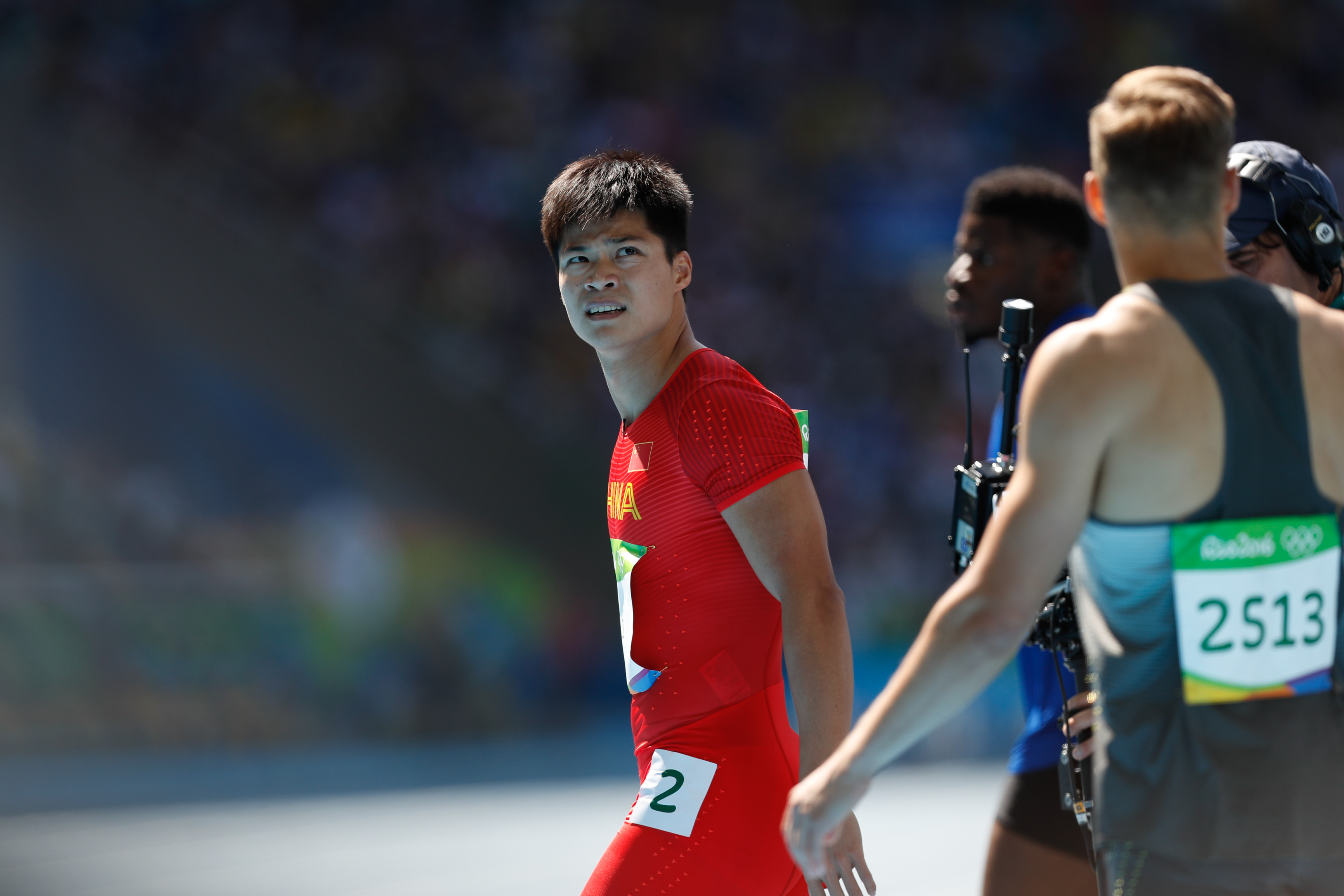
2016年夏季奧林匹克運動會田徑100公尺預賽後，左起苏炳添、Emmanuel Matadi、Julian Reus

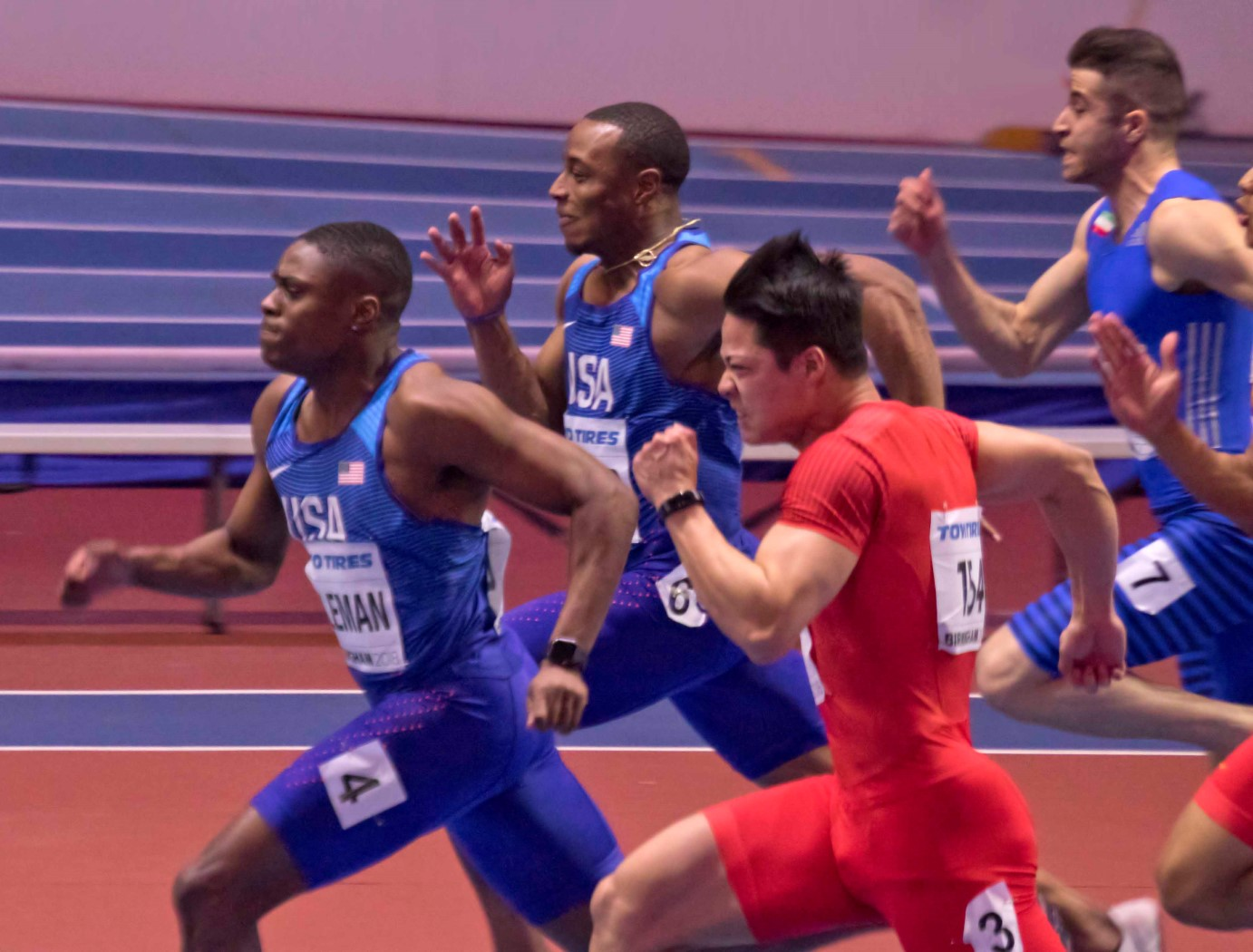
2018年世界室內田徑錦標賽60公尺決賽，內道起依序是苏炳添、Christian Coleman、謝震業、Ronnie Baker、Hassan Taftian

苏炳添（1989年8月29日—），广东省中山市人，中国田径运动员、暨南大学体育学院院长、中国田径协会执委会副主席，主项短跑，亞洲男子田徑60米及100米纪录保持者。曾代表中国田径队出征2010年亚运会、2011年亚洲田径锦标赛和2011年夏季世界大学生运动会等赛事。2015年5月30日（美国当地时间），在美国尤金举行的2015年国际田联钻石联赛尤金站（Prefontaine Classic），苏炳添在男子100米比赛中，以9.99秒的成绩获得并列季军。苏炳添因此成为历史上首位打破10秒大关的非歸化亞洲運動員，是继出生于尼日利亚的卡塔尔归化运动员塞繆爾·阿德萊巴里·弗朗西斯和費米·塞溫·奧朱努德后第三位打破10秒大关的亚洲短跑运动员。在2015年北京世界田径锦标赛男子100米半决赛，苏炳添以半決賽並列第8名（9.987秒）闯入男子100米决赛，这是亚洲人首次在世界田徑錦標賽进入男子百米决赛。2018年6月22日，苏炳添在馬德里田徑賽男子100米決赛跑出9.91秒（W：+0.2），平亚洲纪录，刷新中国国内纪录。6月30日，在法国巴黎举行的2018年国际田联钻石联赛巴黎站男子100米决赛中，苏炳添再次跑出9.904秒（W：+0.8）的成绩，9天内第二次平亚洲纪录。2018年雅加達亞運，蘇炳添在100米決賽以9.92秒（W：+0.8）破亞運會紀錄。
2021年8月1日，苏炳添在东京奥运会男子田径100米半决赛中以9.83秒（9.827秒）刷新亚洲纪录并将原纪录大幅提高了0.08秒（0.077秒），以半决赛成绩排名第一晋级决赛，在此賽事中，蘇炳添以6.29秒的成績跑出了人類史上最快的60m分段紀錄，和任何條件下的60m最快紀錄（非官方记录），超越了尤塞恩·博尔特在2009年创造百米世界纪录时的6.31秒。这是继吉岡隆德晋级1932年夏季奥运会男子百米跑决赛后，黄种人、亚洲人第二次跻身奥运会该项目决赛。他在决赛中以9.98秒获得第六名，追平了吉冈隆德在1932年洛杉矶奥运会男子百米决赛中以10.78秒获得的名次。
2022年3月3日，苏炳添入选2021感动中国年度人物名单。

## 运动生涯

### 早年生涯
17岁时，苏炳添代表中山队来到香港，在柴湾一个运动场比赛，因该次赛事令他走上职业运动员之路。
2009年全國田徑錦標賽男子100米決賽，苏炳添以10.28秒（W：-0.4）獲得第一名。
2010年11月26日，在中國廣州進行的第十六届亚洲运动会田径项目男子4×100米接力决赛中，由陸斌、梁嘉鴻、蘇炳添和當時亞洲新飛人勞義組成的中國隊，以38.78秒奪得冠軍，這也是中國男子4×100米接力隊繼1990年北京亞運會後，時隔20年再奪金牌，同時打破亞運會紀錄和中國的全國紀錄。當蔡辰威以田徑4×100米接力頒獎人身分，頒發銀牌給中華臺北隊選手時，身為冠軍中國隊員的蘇炳添也鼓掌以表祝賀，展現運動員風度。
2011年8月17日，蘇炳添以10.27秒奪得2011年夏季世界大學生運動會田徑100米第三名。
2011年9月，在2011年全国田径锦标赛中，苏炳添以10.16秒（W：+0.7）的成绩夺得了100米冠军，该成绩不仅达到了夏季奧林匹克運動會的A级报名标准，同时也打破了保持13年的中國全國纪录。
2012年5月6日，苏炳添在国际田联世界挑战赛日本川崎站的比赛中以10.04秒（W：+2.9）取得冠军，战胜了同场竞技的前世锦赛冠军圣基茨和尼维斯老将金·柯林斯和美国名将麥克·羅杰斯。由于超风速原因，这一超中国全国纪录的成绩未被承认。
2012年8月11日，苏炳添与队友在奥运会男子以百米接力比赛中破中國纪录。
2013年5月21日，国际挑战赛北京站，苏炳添以10.06秒的成绩获得铜牌，刷新了个人历史最好成绩。
2013年10月8日，在天津奥体中心进行的第六届东亚运动会田径项目男子100米决赛中跑出10.31秒，以0.001秒的微弱优势，力压个人最好成绩有10.07秒（當時）的日本选手山县亮太成功卫冕，并且平了该项目的赛会纪录。

### 2014年
2014年3月8日，在波兰索波特举行的2014年室内世界田径锦标赛60米決賽，以6.516秒的成绩打破了自己保持的6秒55的全国纪录，并以0.003秒之差遗憾地获得第四名。
2014年9月28日，在韓國仁川進行的第十七届亚洲运动会田径项目男子100米决赛，苏炳添以10秒10的个人本赛季最佳成绩获得了一枚宝贵的银牌。
10月2日，2014年仁川第十七届亚运会田径比赛展开第六日争夺，男子4x100米接力决赛中，由陈时伟、谢震业、苏炳添和张培萌组成的中国队发挥出色，跑出37秒99的成绩力压日本队成功卫冕，并打破日本队保持了7年之久的38秒03的亚洲纪录。

### 2015年
2015年5月10日，在日本川崎的精工国际田联黄金挑战赛上，在男子100米比赛中，苏炳添最后冲刺阶段被去年亚运会的对手高濑慧追上，以10秒10获得第三名。
2015年5月20日晚，在北京鸟巢体育场进行的2015年国际田联世界挑战赛北京站男子100米决赛中，苏炳添以10.06秒获得第三名，平了他在2013年同一赛事上跑出的个人历史最好成绩。
2015年5月30日（美国当地时间），在美国尤金举行的2015年国际田联钻石联赛尤金站比赛，苏炳添在男子100米比赛中，以9.99秒的成绩并列获得季军。苏炳添就此成为历史上首位突破10秒大关的黄种人，他也创造了新的全国纪录，此前日本运动员伊東浩司和中国运动员張培萌曾跑到10秒整。
2015年8月23日晚，在北京进行的2015年世界田径锦标赛男子百米半决赛中，苏炳添和法国选手吉米·維科并列半决赛选手第八名，历史性晉級男子百米决赛，半決賽成績9.987秒（风速-0.4米/秒）也平了在尤金创造的9.99秒的全国纪录，再次跑进10秒。这也是亚洲运动员首次出现在世界田徑錦標賽男子100米的决赛上，最终在决赛中以10.06秒名列第九。
2015年8月29日，2015年世界田径锦标赛在北京舉行，男子4×100米接力预赛中，由莫有雪、谢震业、苏炳添和张培萌组成的中国队发挥出色，跑出37秒92的成绩晋级决赛，并再次打破亚洲纪录。在同日进行的决赛上，由莫有雪、谢震业、苏炳添和张培萌组成的中国队在第九道发挥出色，跑出38.01秒的成绩，排名第三，由于第二个撞线的美国队犯规，中国队创历史的夺得了世锦赛男子百米接力亚军。

### 2016年
2016年2月21日，在纽约进行的国际田径室内赛纽约站比赛中，中国短跑名将苏炳添新赛季首次亮相。他在男子60米比赛中跑出6.62秒，只比加拿大21岁新星、去年北京世锦赛男子100米铜牌获得者安德烈·德格拉塞慢了0.01秒而屈居亚军。
2016年2月28日凌晨，在美国纽约史坦顿岛举行一场室内比赛中，苏炳添在男子60米项目上，以6.53秒的出色成绩的出色成绩夺冠。这个成绩距离他本人两年前在波兰索波特室内世锦赛上创造的全国纪录6.52秒，仅0.01秒之差。
2016年3月19日早晨，在2016年波特兰室内田径世锦赛男子60米半决赛上，苏炳添以6.50秒的成绩获小组第二，晋级决赛的同时创造了新的亚洲纪录。

### 2018年
2018年2月4日，在国际田联世界室内巡回赛卡尔斯鲁爾站的60公尺比赛中苏炳添以6.47秒的成绩夺冠并打破亚洲纪录。
2018年2月6日，在国际田联杜塞尔多夫室内赛中，苏炳添打破自己两天前创造的亚洲纪录，以6.43秒的成绩再次夺冠。这也是男子室内60米历史上并列第5的好成绩。
北京时间2018年5月27日凌晨，Prefontaine經典賽男子100米比赛中，苏炳添跑出9.90秒的成绩，再次突破10秒大关，获得第四名。因本场比赛风速达到2.4米/秒，超过了国际田联的规定风速，所以本场成绩并不能被作为纪录。
2018年6月22日，苏炳添在国际田联挑战赛马德里站男子100米比赛中跑出9.91秒的个人最好成绩，该成绩平亚洲纪录（含歸化運動員），打破中国国内纪录。
2018年8月26日，苏炳添在亞洲運動會男子田徑100米決賽奪得金牌，並以9.92秒刷新亞洲運動會田徑紀錄。

### 2021年
2021年8月1日，苏炳添在2020年夏季奥运会男子100米半决赛中，以第一名之姿直接晋级决赛，並以9.827秒成績刷新亚洲纪录，在此賽事中，蘇炳添以6.29秒的成績跑出了人類史上最快的60m分段紀錄，和任何條件下的60m最快紀錄（非官方记录），超越了尤塞恩·博尔特在2009年创造百米世界纪录时的6.31秒。同時，他是第二位跻身夏季奥运会男子田徑100米决赛的亚洲人、黄种人（第一位是1932年夏季奥运会吉冈隆德），也是历史上第一位参加奥运会男子100米决赛的中国运动员。在决赛中他以9.98秒的成绩获得第六名，追平了吉冈隆德在1932年洛杉矶奥运会男子百米跑决赛中（10.79秒）获得的名次。
2021年8月6日，苏炳添和队友一起参加了男子4×100米接力赛，原夺得第四名；由于银牌得主英国队选手之一吉津杜·烏賈服用禁药，英国的奖牌被剥夺，中国队递补第三名，获得一枚铜牌，这是苏炳添运动生涯的第一枚奥运奖牌，其递补颁奖仪式于2023年10月4日杭州亚运会田径比赛后在杭州奥体中心体育场举行。
8月8日，他在东京奥运会闭幕式上担任了中国体育代表团的旗手。
2022年2月4日晚間，苏炳添作为中国80后男子运动员代表，在北京冬奥会开幕式擔任火炬手。

### 2022年
由于COVID-19疫情和身体原因，苏炳添在2022赛季只参加了世界田径锦标赛的项目。在为期四个月的深圳冬训结束后，苏炳添于5月宣布即将开始自己的室外赛季。但是由于中国境内的疫情原因导致比赛取消，他的新赛季首秀不得不延期。原本将于6月25日在美国俱乐部赛事上亮相的苏炳添又因为发烧而退赛。在美国尤金举办的2022年世界田径锦标赛100米跑的赛事中，苏炳添在预赛首秀跑出10秒15，以0.003秒的优势获得了半决赛资格。半决赛以10秒30位列小组第8名，最终未能进入决赛。

### 2023年
在2023年2月2日瑞典哥德堡举行的世界田联室内巡回赛男子60米A组决赛中，苏炳添首秀以6秒59的成绩夺得冠军。6月12日，苏炳添在社交媒体宣布由于身体原因提前结束2023赛季，将利用这段时间备战2024年巴黎奥运会。

### 2024年
2024年7月，苏炳添宣布由于伤病导致训练不系统，不参加2024年巴黎奥运会。

## 技术特点
长期以来，亚洲短跑运动员（尤其是日本、韓國選手）对力量的重视程度，远远不及中北美运动员，总希望能在不比美洲运动员重视力量的前提下，提升短跑成绩。然而，短跑竞技非常讲究爆发、力量，短跑技术大多源自于足够的力量。苏炳添自2014年底赴美冬训结束后，进一步提升力量，为100米成绩的突破提供重要的身体基础。
东亚短跑选手（包括中国、日本、韓国等）为求步频的到位，常在途中跑优先选择主动、刻意抬高膝，甚至寧可犧牲扒地的力量，以尋求更高的步频。但给地面力量不足，會导致選手步幅缩短。一些东亚短跑选手为了因应跑动过程高抬膝导致的步幅缩小，其中一些人会刻意将着地点前伸，导致跑动更费力，与100米后程掉速严重的情况。另外，日本不少短跑选手，相当讲究上半身的稳定，但为了达成此目标，常相当程度地刻意限缩肩部摆动幅度，更导致摆臂过程爆發力不能得到发挥。
有别于多数亚洲短跑选手，苏炳添在2014赴美训练后，不仅强调积极抬高腿部，且比以往更加重视扒地的力量，并且补充了背部发力与髋部伸展的不足，不仅透过地面回馈提高了步幅，也将步频相当程度地导向至摆动腿的回摆速率，尽可能减轻身高不足的劣势。苏炳添也是东亚选手当中，步幅表现（步幅身高比）相当出色的选手（2018年亚洲运动会田径男子100米决赛，身高171公分的苏炳添用了48.3步、身高175公分的山县亮太用了48.0步、身高176公分的杨俊瀚用了48.6步；2018年织田幹雄记念国际陆上竞技大会100米决赛，身高175公分的山县亮太用了49.8步、身高170公分的金国荣用了49.3步）。在数年持续的进步下，苏炳添渐渐学会如何放松肩部，不光只为追求上半身稳定而牺牲肩部的放松，而是透过力量与放松训练，追求身体在跑动状态的稳定。

## 國際大型運動賽會
| 年   | 賽事                 | 舉辦城市                       | 名次  | 項目          | 記錄                                 |
| ---- | -------------------- | ------------------------------ | ----- | ------------- | ------------------------------------ |
| 2009 | 亞洲田徑大獎賽       | 中国江蘇省蘇州市               | 金牌  | 100公尺       | 10.48秒                              |
| 2009 | 亞洲田徑大獎賽       | 中国江蘇省昆山市               | 金牌  | 100公尺       | 10.35秒                              |
| 2009 | 亞洲田徑大獎賽       | 中國香港                       | 金牌  | 100公尺       | 10.52秒                              |
| 2009 | 亞洲室內運動會       | 越南河內                       | 金牌  | 60公尺        | 6.65秒（Season Best）                |
| 2009 | 亞洲田徑錦標賽       | 中国廣東省廣州市               | 銀牌  | 4×100公尺接力 | 39.07秒（Season Best）               |
| 2009 | 東亞運動會           | 中國香港                       | 金牌  | 100公尺       | 10.33秒                              |
| 2009 | 東亞運動會           | 中國香港                       | 銅牌  | 4×100公尺接力 | 10.33秒                              |
| 2010 | 亞洲運動會           | 中国廣東省廣州市               | 金牌  | 4×100公尺接力 | 38.78秒（Season Best）               |
| 2011 | 亞洲田徑大獎賽       | 中国浙江省嘉興市               | 銀牌  | 4×100公尺接力 | 39.16秒                              |
| 2011 | 亞洲田徑大獎賽       | 中国江蘇省昆山市               | 金牌  | 4×100公尺接力 | 39.46秒                              |
| 2011 | 亞洲田徑大獎賽       | 中国江蘇省吳江市               | 1h1   | 4×100公尺接力 | 39.46秒                              |
| 2011 | 亞洲田徑錦標賽       | 日本兵庫縣神戶市               | 金牌  | 100公尺       | 10.21秒                              |
| 2011 | 亞洲田徑錦標賽       | 日本兵庫縣神戶市               | 第4名 | 4×100公尺接力 | 39.33秒                              |
| 2011 | 夏季世界大學生運動會 | 中国廣東省深圳市               | 銅牌  | 100公尺       | 10.27秒                              |
| 2011 | 世界田徑錦標賽       | 大邱廣域市                     | 6h2   | 4×100公尺接力 | 38.87秒（Season Best）               |
| 2012 | 世界室內田徑錦標賽   | 土耳其伊斯坦堡                 | 6h2   | 60公尺        | 6.74秒（Season Best）                |
| 2012 | 夏季奧林匹克運動會   | 英国 英格兰倫敦                | 8sf2  | 100公尺       | 10.28秒                              |
| 2012 | 夏季奧林匹克運動會   | 英国 英格兰倫敦                | 5h1   | 4×100公尺接力 | 38.38秒（Season Best）               |
| 2013 | 亞洲田徑錦標賽       | 印度馬哈拉什特拉邦浦納         | 金牌  | 100公尺       | 10.17秒                              |
| 2013 | 亞洲田徑錦標賽       | 印度馬哈拉什特拉邦浦納         | 銅牌  | 4×100公尺接力 | 39.17秒                              |
| 2013 | 世界田徑錦標賽       | 俄羅斯莫斯科                   | sf1   | 100公尺       | Disqualified（Technical Rule №16.8） |
| 2013 | 世界田徑錦標賽       | 俄羅斯莫斯科                   | 5h2   | 4×100公尺接力 | 38.95秒                              |
| 2013 | 東亞運動會           | 中国天津市                     | 金牌  | 100公尺       | 10.31秒                              |
| 2013 | 東亞運動會           | 中国天津市                     | 銅牌  | 4×100公尺接力 | 39.19秒                              |
| 2014 | 世界室內田徑錦標賽   | 波蘭索波特                     | 第4名 | 60公尺        | 6.516秒（Season Best）               |
| 2014 | 亞洲運動會           | 仁川廣域市                     | 銀牌  | 100公尺       | 10.10秒（Season Best）               |
| 2014 | 亞洲運動會           | 仁川廣域市                     | 金牌  | 4×100公尺接力 | 37.99秒（亞洲運動會紀錄）            |
| 2015 | 亞洲田徑錦標賽       | 中国湖北省武漢市               | 金牌  | 4×100公尺接力 | 39.04秒                              |
| 2015 | 世界田徑錦標賽       | 中国北京市                     | 第9名 | 100公尺       | 10.06秒                              |
| 2015 | 世界田徑錦標賽       | 中国北京市                     | 銀牌  | 4×100公尺接力 | 38.01秒                              |
| 2016 | 世界室內田徑錦標賽   | 美国俄勒岡州马尔特诺马郡波特蘭 | 第4名 | 60公尺        | 6.54秒                               |
| 2016 | 夏季奧林匹克運動會   | 巴西里約熱內盧                 | 4sf3  | 100公尺       | 10.08秒（Season Best）               |
| 2016 | 夏季奧林匹克運動會   | 巴西里約熱內盧                 | 第4名 | 4×100公尺接力 | 37.90秒                              |
| 2017 | 世界接力賽           | 巴哈马拿索                     | 銅牌  | 4×100公尺接力 | 39.22秒                              |
| 2017 | 世界田徑錦標賽       | 英国 英格兰倫敦                | 第8名 | 100公尺       | 10.28秒                              |
| 2017 | 世界田徑錦標賽       | 英国 英格兰倫敦                | 第4名 | 4×100公尺接力 | 38.34秒                              |
| 2018 | 世界室內田徑錦標賽   | 英国 英格兰伯明罕              | 銀牌  | 60公尺        | 6.42秒（全國紀錄）                   |
| 2018 | 亞洲運動會           | 印度尼西亞雅加達               | 金牌  | 100公尺       | 9.92秒（亞洲運動會紀錄）             |
| 2018 | 亞洲運動會           | 印度尼西亞雅加達               | 銅牌  | 4×100公尺接力 | 38.89秒                              |
| 2018 | IAAF Continental Cup | 捷克奧斯特拉瓦                 | 銀牌  | 100公尺       | 10.03秒                              |
| 2019 | 世界接力賽           | 日本神奈川縣横浜市             | 第4名 | 4×100公尺接力 | 38.16秒                              |
| 2019 | 世界田徑錦標賽       | 杜哈                           | 8sf1  | 100公尺       | 10.23秒                              |
| 2019 | 世界田徑錦標賽       | 杜哈                           | 第6名 | 4×100公尺接力 | 38.07秒                              |
| 2021 | 夏季奧林匹克運動會   | 日本東京都                     | 第6名 | 100公尺       | 9.98秒                               |
| 2021 | 夏季奧林匹克運動會   | 日本東京都                     | 銅牌  | 4×100公尺接力 | 37.79秒（Season Best）               |
| 2022 | 世界田徑錦標賽       | 美国俄勒岡州雷恩郡尤金         | 8sf2  | 100公尺       | 10.30秒                              |
| 2022 | 世界田徑錦標賽       | 美国俄勒岡州雷恩郡尤金         | 5h1   | 4×100公尺接力 | 38.825秒（Season Best）              |

## 統計
| 年分 | 立定跳遠 | 60公尺（Indoor） | 100公尺  | 200公尺（Indoor） | 200公尺（Outdoor） | 4×100公尺接力 | 4×200公尺接力 |
| ---- | -------- | ---------------- | -------- | ----------------- | ------------------ | ------------- | ------------- |
| 2006 |          |                  | 10.59秒  |                   | 21.50秒            |               |               |
| 2007 |          | 6.89秒           | 10.45秒  |                   |                    | 39.73秒       |               |
| 2008 |          | 6.71秒           | 10.41秒  | 21.81秒           | 21.23秒            |               |               |
| 2009 |          | 6.65秒           | 10.28秒  |                   |                    | 39.07秒       |               |
| 2010 |          | 6.58秒           | 10.32秒  |                   |                    | 38.78秒       |               |
| 2011 |          | 6.56秒           | 10.16秒  |                   |                    | 38.87秒       |               |
| 2012 |          | 6.74秒           | 10.19秒  |                   |                    | 38.38秒       |               |
| 2013 |          | 6.55秒           | 10.06秒  |                   |                    | 38.73秒       |               |
| 2014 |          | 6.516秒          | 10.10秒  |                   |                    | 37.99秒       |               |
| 2015 |          | 6.61秒           | 9.987秒  |                   |                    | 37.92秒       |               |
| 2016 |          | 6.50秒           | 10.08秒  |                   |                    | 37.82秒       |               |
| 2017 |          |                  | 10.026秒 |                   |                    | 38.16秒       |               |
| 2018 |          | 6.42秒           | 9.904秒  |                   |                    | 38.72秒       |               |
| 2019 |          | 6.47秒           | 10.05秒  |                   | 21.15秒            | 37.79秒       |               |
| 2021 | 3.31公尺 | 6.49秒           | 9.827秒  |                   |                    | 37.79秒       | 1分20.823秒   |
| 2022 |          |                  | 10.142秒 |                   |                    | 38.825秒      |               |
| 2023 |          | 6.59秒           |          |                   |                    |               |               |

| 成績                    |      | 風速（m/s） | 反應時間 | 時間          | 地點                           | 地面條件（溼度，溫度，天氣狀況） |
| ----------------------- | ---- | ----------- | -------- | ------------- | ------------------------------ | -------------------------------- |
| 6.38秒                  | 室外 | +0.8        | 0.143秒  | 2018年8月26日 | 印度尼西亞雅加達               | 72%，28℃，Clear sky              |
| 6.42秒                  | 室內 |             | 0.162秒  | 2018年3月3日  | 英国 英格兰伯明罕              |                                  |
| 6.43秒                  | 室內 |             | 0.138秒  | 2018年2月6日  | 德国杜塞爾多夫                 |                                  |
| 6.47秒                  | 室內 |             | 0.134秒  | 2018年2月3日  | 德国卡爾斯魯厄                 |                                  |
| 6.47秒                  | 室內 |             | 0.136秒  | 2019年2月16日 | 英国 英格兰伯明罕              |                                  |
| 6.49秒                  | 室內 |             | 0.124秒  | 2019年2月20日 | 德国杜塞爾多夫                 |                                  |
| 6.49秒                  | 室內 |             | 0.149秒  | 2021年3月12日 | 中国四川省成都市郫都區犀浦街道 |                                  |
| 6.50秒                  | 室外 | -0.1        | 0.146秒  | 2015年5月10日 | 日本神奈川縣川崎市中原區       |                                  |
| 6.50秒                  | 室內 |             | 0.159秒  | 2016年3月18日 | 美国俄勒岡州馬爾特諾馬郡波特蘭 |                                  |
| 6.50秒                  | 室外 | -0.2        | 0.166秒  | 2017年8月4日  | 英国 英格兰倫敦                | 64%，20℃                         |
| 平均約6.4647595993878秒 |      |             |          |               |                                |                                  |

| 成績                    | 風速（m/s） | 反應時間 | 時間          | 地點                     | 地面條件（溼度，溫度，天氣狀況） |
| ----------------------- | ----------- | -------- | ------------- | ------------------------ | -------------------------------- |
| 9.827秒                 | +0.9        | 0.142秒  | 2021年8月1日  | 日本東京都新宿区霞ヶ丘町 | 68%，30℃，Few clouds             |
| 9.904秒                 | +0.8        | 0.127秒  | 2018年6月30日 | 法國巴黎                 | 49%，29℃，Sunny                  |
| 9.91秒                  | +0.2        | 0.138秒  | 2018年6月22日 | 西班牙馬德里             |                                  |
| 9.92秒                  | +0.8        | 0.143秒  | 2018年8月26日 | 印度尼西亞雅加達         | 72%，28℃，Clear sky              |
| 9.95秒                  | +0.1        | 0.138秒  | 2021年9月21日 | 中国陝西省西安市灞橋區   |                                  |
| 9.98秒                  | -0.9        | 0.159秒  | 2021年4月24日 | 中国廣東省肇慶市         |                                  |
| 9.98秒                  | +0.8        | 0.137秒  | 2021年6月11日 | 中国浙江省紹興市上虞區   |                                  |
| 9.98秒                  | +0.1        | 0.167秒  | 2021年8月1日  | 日本東京都新宿区霞ヶ丘町 | 78%，28℃，Few clouds             |
| 9.987秒                 | -0.4        | 0.159秒  | 2015年8月23日 | 中国北京市朝陽區         | 78%，23℃                         |
| 9.99秒                  | +1.5        | 0.154秒  | 2015年5月30日 | 美国俄勒岡州雷恩郡尤金   |                                  |
| 平均約9.9425482705819秒 |             |          |               |                          |                                  |

| 成績                    |      | 風速（m/s） | 時間          | 地點             |
| ----------------------- | ---- | ----------- | ------------- | ---------------- |
| 21.15秒                 | 室外 | -1.0        | 2019年8月21日 | 瑞士秀封         |
| 21.23秒                 | 室外 | +0.5        | 2008年4月12日 | 中国浙江省杭州市 |
| 21.43秒                 | 室外 | +0.1        | 2008年4月13日 | 中国浙江省杭州市 |
| 21.46秒                 | 室外 |             | 2008年7月     | 中国廣東省佛山市 |
| 21.49秒                 | 室外 |             | 2008年7月     | 中国廣東省佛山市 |
| 21.50秒                 | 室外 | +1.8        | 2006年7月1日  | 中國香港         |
| 21.81秒                 | 室內 |             | 2008年1月31日 | 中国江蘇省南京市 |
| 21.96秒                 | 室外 | +1.9        | 2006年7月1日  | 中國香港         |
| 22.05秒                 | 室內 |             | 2008年1月31日 | 中国江蘇省南京市 |
| 22.28秒                 | 室內 |             | 2008年1月27日 | 中国上海市       |
| 平均約21.630325082534秒 |      |             |               |                  |

## 外部連結
- 苏炳添在国际奥林匹克委员会的资料
- 苏炳添在的頁面
- 苏炳添的新浪微博
- 苏炳添的Instagram帳戶

| 紀錄                      | 紀錄                                                                      | 紀錄                   |
| ------------------------- | ------------------------------------------------------------------------- | ---------------------- |
| 前任： 托辛·奥古诺德      | 男子60米亚洲纪录保持者 2016年3月18日 － 今                                | 繼任： 现任            |
| 前任： 费米·塞温·奥古诺德 | 男子100米亚洲纪录保持者 2018年6月22日 － 今                               | 繼任： 现任            |
| 奥林匹克运动会            |                                                                           |                        |
| 前任： 丁宁               | 中华人民共和国夏奥会代表团闭幕式旗手 · 2020年夏季奥林匹克运动会· 日本东京 | 繼任： 李发彬 & 欧紫霞 |